# 岸本正広
岸本 正広（、1946年〈昭和21年〉10月10日 - ）は、日本映画の撮影技師、撮影監督。東京都出身。

## 経歴
1965年に都立湊高校卒業と同時に東宝撮影所に入社。映画『100発100中』（1965年）以後、撮影助手として多くの作品に参加した。
1982年、映画『幻の湖』で撮影監督に昇格。1991年、映画『大誘拐 RAINBOW KIDS』で第15回日本アカデミー賞優秀撮影賞を受賞した。
新人や初対面の監督に就くことが多く、監督の要望にどう応えていくか常に考えていたという。

## 代表作

### 映画
| 公開年月日     | 作品名                                    | 制作（配給）                          |
| -------------- | ----------------------------------------- | ------------------------------------- |
| 1965年12月5日  | 100発100中                                | 東宝                                  |
| 1966年10月29日 | クレージー大作戦                          | 東宝 渡辺プロダクション （東宝）      |
| 1981年11月7日  | 駅 STATION                                | 東宝映画 （東宝）                     |
| 1982年9月11日  | 幻の湖                                    | 橋本プロ （東宝）                     |
| 1983年8月4日   | TOSHI in TAKARAZUKA Love Forever          | 東宝 ジャニーズ事務所                 |
| 1983年10月15日 | 逃がれの街                                | 日本テレビ 田中プロ （東宝）          |
| 1983年10月15日 | 夜明けのランナー                          | 日本テレビ 田中プロ （東宝）          |
| 1985年3月2日   | 生きてみたいもう一度 新宿バス放火事件     | ヴァンフィル （東宝）                 |
| 1985年4月13日  | カリブ・愛のシンフォニー                  | 東宝映画 サンミュージック （東宝）    |
| 1987年8月1日   | 19ナインティーン                          | 東宝映画 ジャニーズ事務所 （東宝）    |
| 1988年5月21日  | つる -鶴-                                 | 東宝映画 （東宝）                     |
| 1989年4月15日  | YAWARA!                                   | 東宝映画 MYCAL （東宝）               |
| 1991年1月15日  | 大誘拐 RAINBOW KIDS                       | 喜八プロ ニチメン フジエイト （東宝） |
| 1991年5月11日  | ヒルコ 妖怪ハンター                       | セディック （東宝）                   |
| 1992年12月12日 | ゴジラvsモスラ                            | 東宝映画 （東宝）                     |
| 1994年12月10日 | ゴジラvsスペースゴジラ                    | 東宝映画 （東宝）                     |
| 1997年2月15日  | ひみつの花園                              | 東宝 ぴあ                             |
| 1997年7月4日   | 草刈り十字軍                              | リエゾン・ピューロー （東宝）         |
| 2000年12月16日 | ゴジラ×メガギラス G消滅作戦               | 東宝映画 （東宝）                     |
| 2001年12月15日 | ゴジラ・モスラ・キングギドラ 大怪獣総攻撃 | 東宝映画 （東宝）                     |
| 2002年12月14日 | ゴジラ×メカゴジラ                         | 東宝映画 （東宝）                     |

### ビデオ
- 1992年 - 暴力列島 ダーティマネージャック